# Booker T. & the M.G.'s
Booker T. & the M.G.'s var en R&B- och soulgrupp. Gruppen bildades år 1962 i Memphis, Tennessee. MG sägs enligt olika historier antingen stå för "Memphis Group" eller bilmärket MG. De spelade in många instrumentala låtar varav "Green Onions" är den mest kända. Booker T. Jones var den skicklige organisten som fått ge namn åt gruppen. "Time Is Tight", "Hip-Hug Her" och "Hang em High" är tre andra kända låtar gruppen framfört förutom "Green Onions". De var husband hos skivbolaget Stax Records under 1960-talet.
Den första inkarnationen av gruppen bestod förutom Jones av Steve Cropper (gitarr), Lewie Steinberg (basgitarr) och Al Jackson Jr. (trummor). Gruppens genombrott var lite av en tillfällighet då chefen på Stax råkade höra en studioimprovisation med prominent hammondorgel som han gillade. Han spelade in två låtar som fick namnet "Behave Yourself" och "Green Onions", och den sistnämnda var först tänkt att ges ut som b-sida på singel. Men till slut valde man att, som gruppens gitarrist Steve Cropper ville, ge ut "Green Onions" som a-sida. Skivan blev en stor succé i USA och toppade Billboards R&B-singellista, samt låg trea på poplistan. Ett album med samma namn lanserades också kort därefter. Under de följande åren spelade de på flera kända sångartisters skivor såsom Wilson Pickett, Sam & Dave, Otis Redding, Eddie Floyd och Albert King. De kan ses som en motsvarighet till Motowns Funk Brothers. De släppte också ett flertal egna singlar men lyckades inte återupprepa framgångarna med "Green Onions".
Steinberg hoppade av gruppen 1965 och ersattes av Donald "Duck" Dunn. 1967 fick de sin första singelhit sedan genombrottet 1962 med den instrumentala låten "Hip Hug-Her". De följde upp den med en instrumental version av låten "Groovin'", ursprungligen lanserad av The Rascals. Samma år uppträdde de tillsammans med Otis Redding på Monterey Pop Festival. 1968 släppte de singeln "Soul Limbo" där en marimba var huvudinstrument istället för Jones Hammond B3-orgel. 1969 spelade de in låten "Time is Tight" till filmen Up Tight. Det blev deras näst framgångsrikaste singel och även en hit i Europa.
Booker T. Jones gillade The Beatles och hade med The MG's spelat in flera av deras låtar i instrumentala versioner. 1970 valde de att göra en egen instrumental tolkning av Beatles sista studioalbum Abbey Road. Skivan fick namnet McLemore Avenue och på skivomslaget har man ett foto som medvetet kopierar det kända foto där Beatles vandrar över Abbey Roads övergångsställe.
I början av 1970-talet fick gruppen svårt att samarbeta för att olika gruppmedlemmar ofta var i olika städer. Detta gick till slut inte och 1971 upplöstes gruppen. Samma år gavs gruppens sista studioalbum Melting Pot ut. Skivan var mer jam-orienterad och mörk än deras tidigare skivor. Titelspåret släpptes som singel vilken blev deras sista för Stax.
År 1975 var en återförening påtänkt. Detta gick i stöpet då Al Jackson, en av medlemmarna, blev skjuten av en rånare i sin bostad. 1977 återförenades dock Jones, Cropper och Dunn och har sedan dess spelat tillsammans vid flera tillfällen med olika trumslagare. Cropper, Dunn och Hall medverkade 1980 som musiker i filmen The Blues Brothers. På senare år har gruppen uppträtt tillsammans med flera kända artister, till exempel Bob Dylan, Eric Clapton och Neil Young. 1992 valdes gruppen in i Rock and Roll Hall of Fame.

## Diskografi
Studioalbum
- 1962 – Green Onions
- 1965 – Soul Dressing
- 1966 – And Now!
- 1966 – In the Christmas Spirit
- 1967 – Hip Hug-Her
- 1968 – Doin' Our Thing
- 1968 – Soul Limbo
- 1968 – Uptight
- 1969 – The Booker T. Set
- 1970 – McLemore Avenue
- 1971 – Melting Pot
- 1977 – Universal Language
- 1994 – That's the Way It Should Be

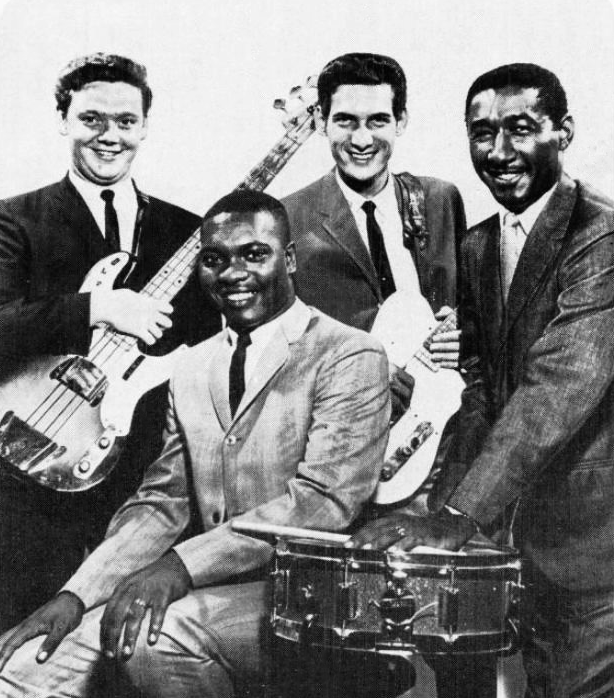
Booker T. & the M.G.'s 1967.

Singlar (topp 10 på Billboard Hot 100)
- 1962 – "Green Onions" (#3)
- 1968 – "Hang 'Em High" (#9)
- 1969 – "Time Is Tight" (#6)